# Хърватска социалнолиберална партия
Хърватската социалнолиберална партия (на хърватски: Hrvatska socijalno-liberalna stranka) е центристко-дясна и консервативно либерална политическа партия в Хърватия.
Основана през 1989 година, през 90-те години е една от основните опозиционни партии, през 2000 – 2003 и 2007 – 2011 година участва в коалиционни правителства, а от 2015 година подкрепя правителството без да участва пряко в него. На изборите през 2016 година е част от дясноцентристката коалиция около Хърватския демократичен съюз и получава 1 депутатско място.